# Арлінгтон (Вермонт)
Арлінгтон (англ. Arlington) — місто (англ. town) в США, в окрузі Беннінґтон штату Вермонт. Населення — 2457 осіб (2020).

### Клімат
| Клімат : Арлінгтон      | Клімат : Арлінгтон | Клімат : Арлінгтон | Клімат : Арлінгтон | Клімат : Арлінгтон | Клімат : Арлінгтон  | Клімат : Арлінгтон  | Клімат : Арлінгтон  | Клімат : Арлінгтон  | Клімат : Арлінгтон  | Клімат : Арлінгтон | Клімат : Арлінгтон | Клімат : Арлінгтон | Клімат : Арлінгтон |
| Показник                | Січ.               | Лют.               | Бер.               | Квіт.              | Трав.               | Черв.               | Лип.                | Серп.               | Вер.                | Жовт.              | Лист.              | Груд.              | Рік                |
| Середній максимум, °C   | −1,9               | 0,9                | 4,9                | 12,4               | 18,8                | 24,1                | 25,8                | 25,1                | 20,9                | 14,1               | 7,7                | 1,3                | 12,9               |
| Середня температура, °C | −7,2               | −5,3               | −1                 | 5,9                | 11,9                | 16,9                | 19,2                | 18,3                | 13,8                | 7,7                | 2,7                | −3,4               | 6,7                |
| Середній мінімум, °C    | −12,5              | −11,6              | −6,9               | −0,6               | 5,5                 | 9,8                 | 12,5                | 11,7                | 6,8                 | 1,3                | −2,3               | −8,2               | 0,5                |
| Норма опадів, мм        | 86.4               | 71.1               | 91.4               | 88.9               | 109.2               | 119.4               | 116.8               | 111.8               | 96.5                | 109.2              | 101.6              | 101.6              | 1201.4             |
| Днів з опадами          | 14,7               | 11,2               | 13,5               | 12,6               | 14,3                | 13,3                | 12,6                | 11,8                | 11,0                | 12,3               | 12,9               | 14,7               | 154,9              |
| Днів зі снігом          | 10,6               | 8,7                | 7,3                | 2,3                | {{{May snow days}}} | {{{Jun snow days}}} | {{{Jul snow days}}} | {{{Aug snow days}}} | {{{Sep snow days}}} | 0,4                | 3,0                | 9,0                | 41,3               |
| ----------------------- | ------------------ | ------------------ | ------------------ | ------------------ | ------------------- | ------------------- | ------------------- | ------------------- | ------------------- | ------------------ | ------------------ | ------------------ | ------------------ |
| Джерело:                |                    |                    |                    |                    |                     |                     |                     |                     |                     |                    |                    |                    |                    |

## Демографія
Згідно з переписом 2010 року, у місті мешкало 2317 осіб у 999 домогосподарствах у складі 662 родин. Було 1285 помешкань
Расовий склад населення:
| - 97,2 % — білих - 0,7 % — азіатів - 0,3 % — чорних або афроамериканців - 0,2 % — корінних американців |

До двох чи більше рас належало 1,5 %. Частка іспаномовних становила 0,8 % від усіх жителів.
За віковим діапазоном населення розподілялося таким чином: 19,4 % — особи молодші 18 років, 60,4 % — особи у віці 18—64 років, 20,2 % — особи у віці 65 років та старші. Медіана віку мешканця становила 47,8 року. На 100 осіб жіночої статі у місті припадало 94,4 чоловіків;  на 100 жінок у віці від 18 років та старших — 89,3 чоловіків також старших 18 років.
Середній дохід на одне домашнє господарство  становив 86 138 доларів США (медіана — 51 490), а середній дохід на одну сім'ю — 95 716 доларів (медіана — 66 036). Медіана доходів становила 51 488 доларів для чоловіків та 36 538 доларів для жінок. За межею бідності перебувало 11,8 % осіб, у тому числі 17,3 % дітей у віці до 18 років та 9,2 % осіб у віці 65 років та старших.
Цивільне працевлаштоване населення становило 1184 особи. Основні галузі зайнятості: освіта, охорона здоров'я та соціальна допомога — 24,1 %, мистецтво, розваги та відпочинок — 15,5 %, виробництво — 13,7 %, науковці, спеціалісти, менеджери — 12,1 %.